# اچ‌ام‌اس بولوارک (ال۱۵)
اچ‌ام‌اس بولوارک (ال۱۵) (به انگلیسی: HMS Bulwark (L15)) یک کشتی است که طول آن ۱۷۶ متر (۵۷۷ فوت) می‌باشد. این کشتی در سال ۲۰۰۱ ساخته شد.